# Edmund Sterna
Edmund Sterna, ps. „Mściciel” (ur. 7 listopada 1928 w Strykowie, zm. 21 listopada 1952 w Gdańsku) – działacz polskiego podziemia niepodległościowego, bosman Marynarki Wojennej, członek Polskiej Organizacji Podziemnej „Wolność”.

## Życiorys
Był synem rybaka Jana i Marii z domu Dodot. Ojciec, właściciel sprzętu rybackiego, dzierżawił jezioro i prowadził połowy z pomocą jednego pracownika; aresztowany w lutym 1942, zginął z rąk Niemców. Edmund Sterna rozpoczął w 1935 naukę w szkole powszechnej w Strykowie, ale po wybuchu wojny porzucił edukację i pomagał rodzicom. Latem 1943 został wzięty do robót przymusowych w okolicznych majątkach niemieckich, najpierw w samym Strykowie, potem w Witoblu. Z tego drugiego zdołał zbiec, ale zatrzymany przez Niemców, trafił jako robotnik do fabryki w Stęszewie. 27 stycznia 1945 doczekał wyzwolenia i trzy dni później powrócił do Strykowa, gdzie zajął się rybołówstwem na jeziorze dzierżawionym uprzednio przez ojca. Od schyłku kwietnia tegoż roku pomagał matce w prowadzeniu gospodarstwa.
W listopadzie 1945, kiedy razem z grupą kolegów „poszedł w las (...) przyłączyć się do jakichś partyzantów”, został zatrzymany przez Powiatowy Urząd Bezpieczeństwa Publicznego w Wolsztynie. Z wolsztyńskiego aresztu zbiegł, ale po ponownym zatrzymaniu spędził miesiąc w areszcie poznańskiego urzędu bezpieczeństwa publicznego. Ostatecznie został zwolniony ze względu na młody wiek, a sprawę umorzono w grudniu 1945.
28 kwietnia 1946 jako ochotnik zaciągnął się do Marynarki Wojennej, trafiając jako rekrut do gdańskiego Nowego Portu. Najprawdopodobniej w gdyńskiej Państwowej Szkole Pracy Społecznej uzupełnił wykształcenie na poziomie szkoły powszechnej. 20 lipca 1946 złożył przysięgę wojskową. Odbył półroczny kurs administracyjny, po którym w styczniu 1947 skierowany został do ochrony wyborów do Sejmu Ustawodawczego w Rozłazinie koło Lęborka. Potem został pisarzem w Oficerskiej Szkole Marynarki Wojennej w Gdyni. Od czerwca 1949 był członkiem Związku Młodzieży Polskiej. W kwietniu 1950 ukończył kurs dla oficerów politycznych i został magazynierem sekcji zaopatrzenia w Zarządzie Politycznym Sztabu Marynarki Wojennej. Cieszył się opinią sumiennego żołnierza, otrzymał kilka nagród. 19 lipca 1950 otrzymał stopień bosmanmata, 23 czerwca 1951 awansowany został na bosmana.
Od maja 1951 współpracował z niepodległościową Polską Organizacją Podziemną „Wolność”, dowodzoną przez Bolesława Tarnowskiego „Wiktora”. Przybrał pseudonim „Mściciel”. Przekazywał kierownictwu „Wolności” informacje o charakterze wojskowym, np. wykaz radzieckich oficerów służących w Marynarce Wojennej. 6 lub 5 grudnia 1951 Sterna został aresztowany w swoim mieszkaniu w Gdyni przez funkcjonariuszy Okręgowego Zarządu Informacji nr 8. Po półrocznym śledztwie i dwudniowym procesie 6 czerwca 1952 skazany został przez Wojskowy Sąd Rejonowy w Gdańsku na karę śmierci; podobnie jak sądzony z nim inny marynarz i członek „Wolności” Stefan Półrul, nie otrzymał na procesie obrońcy. Najwyższy Sąd Wojskowy zatwierdził wyrok 18 sierpnia, a prezydent Bolesław Bierut decyzją z 7 listopada nie skorzystał z prawa łaski. Sterna został stracony w więzieniu w Gdańsku 21 listopada 1952, pochowano go na cmentarzu Srebrzysko (bez wskazania rodzinie konkretnego miejsca).
Od 1948 był żonaty z Julią z Domaradzkich, dzieci nie mieli.
Wyrok unieważniony został 12 grudnia 1991.